# Lifehammer
Lifehammer is een merknaam ontstaan uit de Engelse benaming van de noodhamer. Lifehammer is de officieuze bedrijfsnaam van het bedrijf Life Safety Products B.V., gespecialiseerd in het ontwikkelen van veiligheidsproducten voor in en om de auto. Het eerste en bekendste producten is de noodhamer Classic.

## Geschiedenis
In 1982 raakte Helmut Lechner betrokken bij een auto-ongeluk. Hij kon zich toen niet zelf bevrijden en moest toen wachten op hulp.
In 1983 bedacht Helmut de eerste noodhamer, waarmee mensen zichzelf kunnen bevrijden uit een autowrak. Hij richtte in dat jaar het bedrijf Lifehammer op, nadat de TÜV het product goedkeurde. 
Lechner besteedde vele jaren aan het promoten van de noodhamer in Duitsland. Nadat in 1989 Helmut Lechner in Nederland op een beurs stond om zijn product te promoten, werd het ontdekt door Novem International. Dit bedrijf sloot hierop een deal met Helmut Lechner om de noodhamer internationaal bekend te maken. In 1996 werd Novem Internationaal overgenomen door InnoConcepts N.V. en in 2002 werden de patenten en commerciële rechten met betrekking tot de Lifehammer verkocht aan het Nederlandse bedrijf Antea en privé-investeerder Jan B.M. Franken. Deze richtten op hun beurt het bedrijf Life Safety Products B.V. op, wat de Lifehammer verder ging produceren en ontwikkelen. In 2011 verkocht Antea haar aandelen aan het bedrijf Écart.

## Producten
Onder de merknaam Lifehammer worden vooral noodhamers ontwikkeld en geproduceerd. Naast de Lifehammer Classic, Plus en Evolution, zijn er echter ook andere producten die onder deze merknaam zijn uitgebracht. Een voorbeeld hiervan zijn de Veiligheidsvesten, ontwikkeld om plat onder de mat van het voertuig op te bergen.

## Trivia
- Hoewel Lifehammer een merknaam is, staat het vaak synoniem voor noodhamers. Dit komt omdat het bedrijf wereldwijd een van de bekendste producent is van noodhamers, ondanks dat het bedrijf geen monopolie heeft op het product.